# Кормисош
Кормисош (болг. Кормисош) — хан Болгарии из рода Вокил
с 753 по 756 год. C его правлением связаны факты смены правящей династии Дуло, начавшийся кризис Болгарского государства и продолжительные битвы с Византией.
В Именнике болгарских ханов о нём сказано:
Сии же князь измени родъ Дулов, рекше Вихтунь.
Так как не остались точные данные существуют 2 гипотезы почему представители ханского рода не продолжили занимать место правителя. Или хан Севар не оставил наследника или был осуществлён первый из очереди последующих переворотов в Болгарском государстве и на престол вступил хан Кормисош.
Поводом болгаро-византийских конфликтов стали действия императора Константина V по укреплению и восстановлению крепостей во Фракии около границы с Болгарией. Византия платила дань Болгарии ещё со времен Тервела и хан Кормисош заявил, что император должен повысить дань за счет новых крепостей. Император отказался, на что Кормисош ответил походом на Византию, что с другой стороны спровоцировало начало девяти походов императора Константина V на Болгарское ханство.
Болгарские войска дошли до Константинополя. Последовало сражение, в котором войска Кормисоша были разбиты. Это скорее всего и послужило прекращению его правления. Точных данных нет, но скорее всего он был смещен после переворота.